# بري بلان

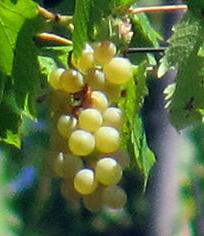
بري بلان

بري بلان (Prié blanc) هو مجموعة متنوعة من نبيذ العنب الإيطالي الأبيض الذي يزرع بشكل حصري تقريبًا في شمال غرب إيطاليا.
بريي بلان واحد من أقدم أصناف العنب في فالي داوستا. من خلال نسب معقدة يبدو أن لها بعض العلاقات الجينية مع معظم أنواع العنب الأخرى في المنطقة. ربط تحليل الحمض النووي الأخير العنب بعنب النبيذ الإسباني ليرين في الأندلس وألبيلو في ريبيرا ديل دويرو ومقاطعة أفيلا، ولكن لم يعرف بعد ما إذا كان العنب قد نشأ في إسبانيا وتم نقله إلى إيطاليا أو العكس.

## التاريخ

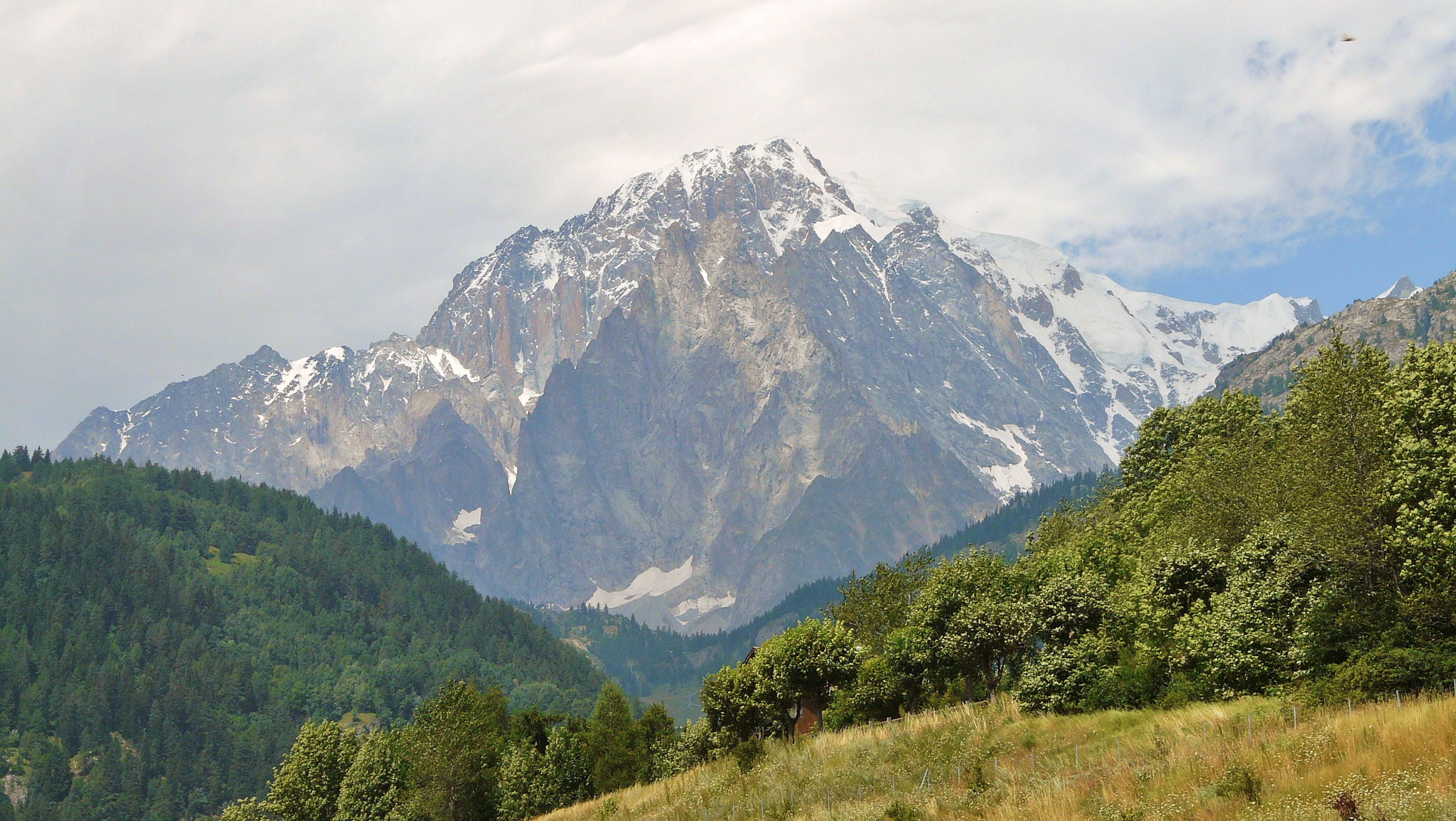
أحد الأصول المحتملة لبري بلان هو أن العنب نشأ في تلال وادي أوستا في مونت بلانك (في الصورة).

الأدلة تشير إلى أنها مجموعة متنوعة جدًا وتنمو في منطقة وادي اوستا في شمال غرب إيطاليا منذ عام 1691 على الأقل عندما تم توثيقها كواحدة من أنواع العنب التي تنمو في كومونة سان بيير بالقرب من مدينة أوستا. أصل اسم بري Prié غير معروف ولكن أحد المرادفات المبكرة للعنب بلان دو فالديغن Blanc du Valdigne يأتي من الاسم اللاتيني للروافد العليا لوادي اوستا الذي يمتد إلى الجبل الاسود وبعض العلماء يتوقعون أن العنب قد يكون أصليًا عند سفوح الجبل. يشير مرادف آخر هو اغوستيناAgostena ربما مشتق من الاسم اللاتيني القديم لمدينة أوستا، أوغوستا برايتوريا ، إلى تاريخ العنب الطويل وأصوله المحتملة في هذه المنطقة. ومع ذلك، يمكن أن يكون الاسم مشتقًا أيضًا من الكلمة الإيطالية اغوستو agosto التي تشير إلى شهر أغسطس عندما يكون هذا النوع جاهزًا في بعض الأحيان للحصاد.
هناك مكان آخر محتمل هو منطقة فاليز في سويسرا حيث يبدو أن العنب لديه علاقة جد بالعنب السويسري عنب روج دو بيس. في سويسرا، واحدة من المرادفات الأولية بريي بلان هي برناديت التي ربما تكون إشارة إلى ممر سانت برنارد الذي يربط بين وادي أوستا وفاليه الذي من المرجح أن يكون المسار الذي بدأت منه الكرمة ومن ثم انتشرت من منطقة إلى أخرى. ومع ذلك، يعتقد علماء مثل عالم الوراثة السويسري خوسيه فويلاموز أنه من المرجح أن بري بلان انتشرت من أوستا إلى سويسرا أكثر من العكس.